# Matthew LeCroy
Matthew Hanks LeCroy (né le 13 décembre 1975 à Belton, Caroline du Sud, États-Unis) est un ancien joueur de la Ligue majeure de baseball qui a évolué de 2000 à 2007 comme receveur et frappeur désigné.
Il joue 437 de ses 476 matchs en carrière pour les Twins du Minnesota, entrecoupés par un bref passage de 39 matchs en 2006 chez les Nationals de Washington. Avec l'équipe des États-Unis, LeCroy a remporté une médaille d'argent aux Jeux olympiques d'Atlanta et une de bronze aux Jeux panaméricains
Par la suite gérant en ligues mineures, il est l'un des instructeurs des Nationals de Washington en 2014 et 2015.

## Carrière

### Internationale
Matthew LeCroy remporte une médaille de bronze avec l'équipe des États-Unis en baseball aux Jeux olympiques de 1996 à Atlanta.
Il y ajoute une médaille d'argent aux Jeux panaméricains de 1999 de Winnipeg au terme d'une finale du tournoi de baseball perdue par les Américains contre Cuba. Cette compétition est notable pour être la première où sont admis les joueurs professionnels de baseball, en préparation des Jeux olympiques de 2000.

### Amateure
Matthew LeCroy est réclamé par les Mets de New York au second tour de sélection du repêchage amateur en 1994 alors qu'il étudie toujours à l'école secondaire. Il refuse une offre de 400 000 dollars des Mets pour plutôt rejoindre l'université de Clemson, où il complète un diplôme en enseignement à l'école primaire et joue au baseball pour les Tigers de Clemson. Il accompagne les Tigers au tournoi des College World Series en 1995 et 1996, égale le record de l'université avec 24 coups de circuit en 1997, et quitte Clemson avec un nouveau record de 53 circuits en 3 ans. Ses aptitudes défensives sont toutefois plus problématiques, puisque le jeune receveur ne retire en tentative de vol que 15,8 pour cent des coureurs adverses (17 sur 107).
En juin 1997, Matthew LeCroy est le 50e athlète sélectionné au repêchage amateur. Choisi par les Twins du Minnesota, il est un choix de bas de tableau au premier tour de sélection, auquel les Twins ont droit en compensation d'avoir échoué à mettre sous contrat leur premier choix de 1996, l'ancien coéquipier de LeCroy aux Jeux olympiques d'Atlanta,, Travis Lee. En août 1997, LeCroy paraphe avec Minnesota son premier contrat professionnel pour un total de 850 000 dollars, incluant une prime à la signature de 775 000 dollars.

### Ligues mineures
En ligues mineures, LeCroy partage son temps entre les postes de receveur et celui de joueur de premier but. Il est une menace en offensive dans la Ligue de la côte du Pacifique, où il maintient une moyenne au bâton de ,335 en 147 matchs des Trappers d'Edmonton en 2001 et 2002, avec des saisons de 20 circuits et 80 points produits en 101 parties jouées, puis de 12 circuits et 50 points produits en 46 matchs, respectivement.

### Ligue majeure de baseball
Matthew LeCroy fait ses débuts dans le baseball majeur le 3 avril 2000 avec les Twins du Minnesota, l'équipe avec laquelle il passe la presque totalité de sa carrière. Hormis 49 matchs derrière le marbre à sa première saison, sa carrière chez les Twins se déroule essentiellement comme frappeur désigné, où ses qualités offensives sont mieux exploitées, sans que ses lacunes défensives au poste de receveur ne soient un handicap pour les Twins.
C'est en 2003 qu'il voit le plus d'action dans les majeures, avec 103 matchs joués pour Minnesota. Il offre aussi cette année-là, malgré des séjours sur la liste des joueurs blessés, ses meilleures statistiques : 17 circuits, 64 points produits et une moyenne au bâton de ,287. Le 19 mai 2004, il frappe un grand chelem comme frappeur suppléant des Twins en fin de 9e manche pour mettre fin à un match contre Toronto et faire gagner Minnesota 6-5.
En 2005, il égale son record personnel de 17 circuits et ajoute 50 points produits en 101 matchs joués. Au cours des saisons 2004 et 2005, il sert de frappeur désigné à temps partiel des Twins, de réserviste au premier but, et de troisième receveur. Après la campagne 2005, toutefois, les Twins estiment ne plus avoir de place pour lui dans l'effectif.
Après 6 saisons au Minnesota, il rejoint les Nationals de Washington mais ne joue que 39 matchs en 2006. Le 25 mai 2006, il fait une rare présence au poste de receveur pour Washington et les Astros de Houston en profitent pour voler 7 buts contre lui. Dans un geste que les entraîneurs essaient généralement d'éviter, le gérant des Nationals, Frank Robinson, interrompt l'action pour remplacer son receveur après que celui-ci eut lancé la balle au champ centre pour sa deuxième erreur du match. Robinson regrette d'y avoir été contraint et verse quelques larmes durant la conférence de presse d'après-match où il explique sa décision,.
L'année suivante, sa carrière semblant tirer à sa fin, il décline une offre des Twins, qui lui proposent d'être gérant des Red Wings de Rochester, leur club-école de la Ligue internationale, et accepte un contrat des ligues mineures. Personnalité toujours très estimée de ses coéquipiers et de ses patrons,, LeCroy est vu comme un potentiel entraîneur pour les Twins. Il ne joue que 7 matchs pour Minnesota en 2007 et passe l'essentiel de la saison à Rochester.
En 476 matchs dans le baseball majeur, dont 437 pour les Twins, Matthew LeCroy a réussi 361 coups sûrs, dont 60 circuits, amassant 218 points produits et 146 points marqués. Sa moyenne au bâton en carrière s'élève à ,260 et sa moyenne de présence sur les buts à ,326. Il apparaît dans 10 matchs de séries éliminatoires avec Minnesota, en 2002, 2003 et 2004. Il frappe 7 coups sûrs en 26 présences officielles au bâton (moyenne de ,269) en ces circonstances, produisant un point dans la Série de divisions 2002 contre les Athletics d'Oakland.
LeCroy ne vole aucun but au cours de sa carrière dans les majeures, malgré quatre essais infructueux. Au moment de sa retraite, il compte le 6e total le plus élevé de passages de bâton (1 539 parmi les joueurs qui n'ont jamais volé un but, le record appartenant à Ross Nixon (2 715 passages au bâton sans vol de but de 1957 à 1968).

### Instructeur
Tel qu'anticipé vers la fin de sa carrière dans les majeures, Matthew LeCroy devient entraîneur après sa retraite de joueur, mais dans l'organisation des Nationals de Washington. Après une dernière saison professionnelle jouée dans le baseball indépendant en 2008, il va en 2009 et 2010 diriger les Suns de Hagerstown, un club-école de niveau A des Nationals dans la South Atlantic League. Il dirige les Nationals de Potomac (A+, Ligue de la Caroline) en 2011, avant d'être en 2012 et 2013 le gérant des Senators de Harrisburg (Double-A, Eastern League).
En novembre 2013, il est engagé au sein du personnel d'instructeurs des Nationals de Washington en ligues majeures. Il est receveur de l'enclos de relève du club au cours des saisons 2014 et 2015. Le 5 octobre 2015, au lendemain de la conclusion d'une décevante saison des Nationals, LeCroy est congédié en même temps que 6 autres instructeurs et que le gérant Matt Williams.